# هایمدال (شخصیت کمیک)
هایمدال (به انگلیسی: Heimdall) یک شخصیت خیالی در کتاب‌های کامیک منتشر شده توسط مارول کامیکس است. او توسط استن لی، لری لیبر و جک کربی خلق شده است که برای اولین بار در مجموعه سفر به اسرار شماره ۸۵ام (اکتبر ۱۹۶۲) حضور پیدا کرد.
ادریس البا نقش این شخصیت را در فیلم‌های سینمایی ثور (۲۰۱۱)، ثور: دنیای تاریک (۲۰۱۳)، انتقام‌جویان: عصر اولتران (۲۰۱۵)، ثور: رگنوراک (۲۰۱۷) و انتقام‌جویان: جنگ ابدیت (۲۰۱۸) بازی کرده است.